# Бабич, Беким
Беким Бабич (босн. Bekim Babić; 1 января 1975, Сараево, СФРЮ) — югославский и боснийский лыжник, участник Олимпийских игр 1992 и 1994 годов.

## Биография
На церемонии открытия XVII Олимпийских зимних игр в Лиллехаммере нёс флаг Боснии и Герцеговины.